# 艾倫灣
艾倫灣（英語：Allen Bay）是南極洲的海灣，位於英國海外領土南喬治亞島，處於拉森角西北面2公里的昆伯蘭西灣北部，寬1公里，於1926年由英國研究隊繪入地圖。